# Rune Lindgren
Karl Rune Lindgren, född den 8 november 1923 i Uppsala, död den 13 maj 1996 i Sölvesborg, var en svensk jurist.
Lindgren avlade studentexamen 1942 och juris kandidatexamen vid Uppsala universitet 1947. Efter genomförd tingstjänstgöring i Västra Värends domsaga 1948–1950 blev han fiskal i Göta hovrätt 1951, assessor där 1959, tingsdomare i Ångermanlands norra domsaga 1960 (tillförordnad häradshövding 1960–1961), i Tveta, Vista och Mo domsaga 1963 och hovrättsråd i Göta hovrätt 1966. Lindgren var tillförordnad revisionssekreterare 1961–1962, tillförordnad häradshövding i Norra och Södra Vedbo domsaga 1966–1968, i Södersysslets domsaga 1969–1970, chefsrådman i Göteborgs tingsrätt 1976–1978 och lagman i Sölvesborgs tingsrätt 1979–1984. Han var sekreterare i 1951 års rättegångskommitté 1954–1958, ledamot av Domstolsverkets besvärsnämnd för rättshjälpsärenden 1976–1979 och lärare vid Tjänstemännens bildningsverksamhets universitetskurser från 1969.